# Prokariotska translacija
Prokariotska translacija je proces kojim se informaciona RNK translira u proteine kod prokariota.

## Inicijacija
Inicijacija translacije kod prokariota obuhvata formiranje translacionog sistema koji se sastoji od: dve ribozomalne podjedinice (50S & 30S), iRNK koja se translira, prve aminoacil tRNK (tRNK sa vezanom aminokiselinom), GTP (kao izvora energije), i tri inicijaciona faktora (IF1, IF2, i IF3), koji pomažu u formiranju inicijacionog kompleksa.
Ribozom ima tri aktivna mesta: A, P, i E mesto. A mesto je ulazna tačka za aminoacil tRNK (izuzev za prvu aminoacil tRNK, koja ulazi u P mesto). Na P mestu se formira peptidil tRNK u ribozomu. tRNK bez aminokiseline izlazi na E mestu nakon što je predala aminokiselinu.
Selekcija mesta inicijacije (obično AUG kodona) zavisi od interakcije između 30S podjedinice i iRNK šablona. 30S podjedinica se vezuje za iRNK šablon na regionu koji je bogat purinom (Šajn Dalgarno sekvenca) ispred AUG inicijacionog kodona. Šajn Dalgarno sekvenca je komplementarna sa regionom koji je bogat pirimidinom na 16S rRNK komponenti 30S podjecinice. Tokom formiranja inicijacionog kompleksa, te komplementarne nukleotidne sekvence se uparuju da formiraju dvolančanu RNK strukturu koja vezuje mRNK za ribozom na takav način da se inicijacioni kodon smešta na P mesto.

## Elongacija
Elongacija polipeptidnog lanca se sastoji od dodavanja aminokiselina na karboksilni kraj rastućeg lanca. Novoformirani protein napušta ribozom kroz polipeptidni izlazni tunel velike podjednice.
Elongacija počinje kad fMet-tRNA uđe u P mesto, što uzrokuje konformacionu promenu koja otvara A mesto za vezivanje nove aminoacil-tRNK. To vezivanje posreduje elongacioni faktor-Tu (EF-Tu), mala GTPaza. Sad P mesto sadrži početak peptidnog lanca proteina koji će biti kodiran, a A mesto sledeću aminokiselinu za dodavanje na peptidni lanac. Rastući polipeptid vezan za tRNK u P mestu se odvaja od tRNK u P mestu i formira se peptidna veza između zadnje aminokiseline polipeptida i aminokiseline koja je još uvek vezana za tRNK u A mestu. Ovaj proces, poznat kao formiranje peptidne veze, katalizuje ribozim (23S ribozomalna RNK u 50S ribozomalnoj podjedinici). Nakon ovog koraka, A mesto sadrži novoformirani peptid, dok P mesto ima slobodnu tRNK (tRNK bez aminokiseline). Novoformirani peptid u A mestu tRNK je poznat kao dipeptid, dok se cela konstrukcija naziva dipeptidil-tRNK. Za tRNK u P mestu bez aminokiseline se kaže da je deacilovana. U finalnom stupnju elongacije, translokaciji, deacilovana tRNK (u P mestu) i dipeptidil-tRNK (u A mestu) zajedno sa njihovim korespondirajućim kodonima se pomeraju u E i P mesta, respektivno, i novi kodon ulazi u A mesto. Ovaj proces katalizuje elongacioni faktor G (EF-G). Deacilovana tRNK u E mestu se odvaja od ribozoma tokom sledećeg zauzimanja A-mesta sa aminoacil-tRNK.